# Nassau (Alemanha)
Nassau é uma cidade localizada no estado da Alemanha de Renânia-Palatinado. Encontra-se no vale do rio Lahn entre as cidades de Bad Ems e Limburg an der Lahn. Nassau é membro e sede do Verbandsgemeinde (associação municipal) de Nassau. A cidade fica na rota de férias germano-holandesa Oranier-Route.

## História

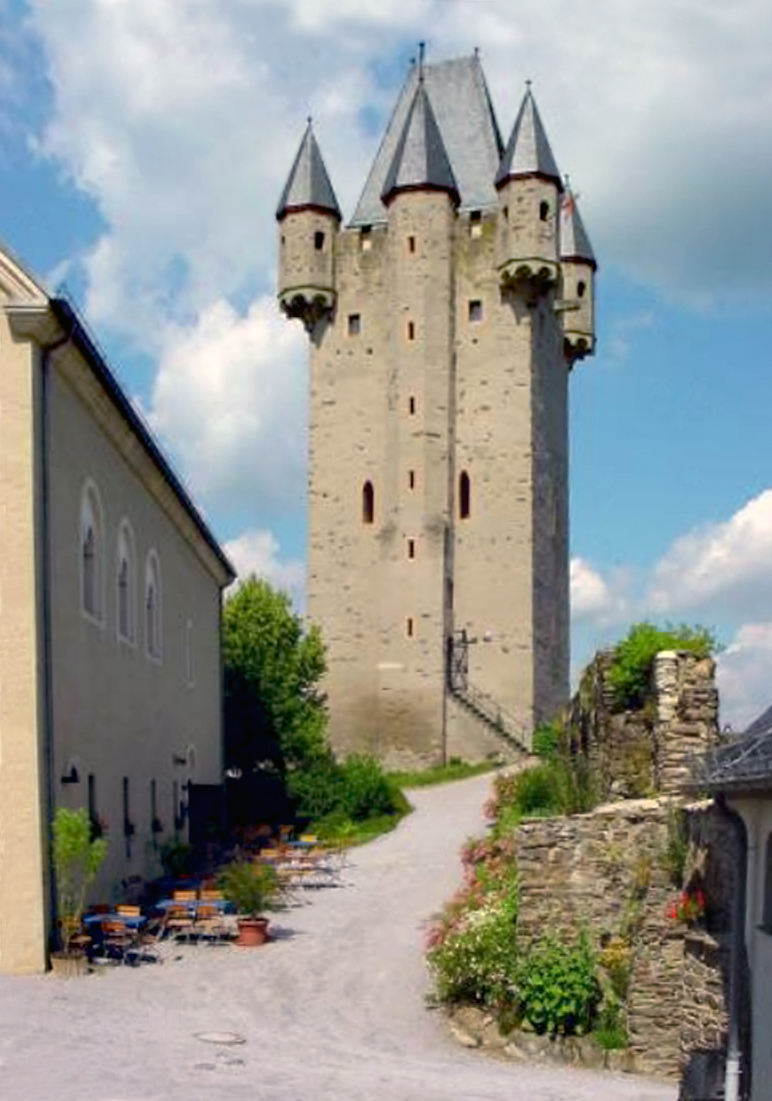
O Castelo de Nassau, a primeira sede da Casa de Nassau, em Nassau, Renânia-Palatinado, Alemanha. O castelo foi fundado por volta de 1100 pelo Conde Dudo-Henry de Laurenburg e Nassau, fundador da Dinastia Nassau.

Nassau foi mencionada pela primeira vez como a Villa Nassova do Bispado de Worms em 915. Ela recebeu os direitos e privilégios de cidade juntamente com Dausenau e Scheuern em 1348 pelo imperador Carlos IV. O conde Dudo-Henry de Laurenburg e Nassau construiu o Castelo de Nassau por volta de 1100, e os seus descendentes começaram a usar o título de Conde de Nassau. O Conde Adolfo I de Nassau foi eleito Rei dos Romanos e Rei da Germânia de 1292 até à sua morte, em 2 de julho de 1298. Os Condes de Nassau casaram também com os condes vizinhos de Arnstein (Obernhof/Attenhausen), fundadores do mosteiro de Arnstein. Após a dissolução do Sacro Império Romano Germânico em 1806, a cidade tornou-se parte do Ducado de Nassau. 
Nassau foi gravemente afetada por bombardeios americanos B-26 Marauders durante a II Guerra Mundial. Foi reconstruída depois da guerra pelo arquiteto Gerhard Rauch. Apesar da história antiga e movimentada da cidade, ela tem apenas pouco mais de 5.000 habitantes. A cidade de Nassau é a cidade original do Ducado de Nassau, da Casa Real de Orange-Nassau, da província prussiana de Hessen-Nassau, da Casa Grã-Ducal de Nassau-Weilburg. O seu nome também gerou uma infinidade de outros lugares da América, como Nassau, a capital das Bahamas, e Nassau County, Nova Iorque, nos Estados Unidos. O nome também tem sido usado para navios, edifícios e até um tipo de aposta usada no golfe. 